# Guerrino Cerebuch
Guerrino Cerebuch (Trieste, 27 maggio 1964) è un ex arbitro di pallacanestro italiano.

## Carriera

### Italia
Arbitro dal 1979, sino al luglio 2012 ha diretto in carriera 654 incontri nei campionati italiani. Ha diretto nel corso delle serie scudetto nel 2009-2010, 2010-2011, 2011-2012; è stato designato per la finale di Coppa Italia 2011 e per varie edizioni della Supercoppa italiana. Si è ritirato al termine della stagione 2013/2014, a causa del raggiunto limite di età.

### Internazionale
Arbitro internazionale dal 1995, ha diretto ai Mondiali 2006 e 2010, agli Europei 2005, Europei 2009 e in varie edizioni dell'Eurolega. Nel 2012 è tra i 30 selezionati per i Giochi della XXX Olimpiade. L'anno successivo è uno degli arbitri designati per l'Europeo 2013 in Slovenia. Nel maggio 2013 è stato primo arbitro nella semifinale di Euroleague tra CSKA Mosca e Olympiacos e ha diretto, sempre come primo arbitro, la finalissima tra Olympiacos e Real Madrid.